# أكيانتو (مايا)
أکيانتو (المعين) أو أك يانتا (بالإنجليزية: Acyanto)‏ إله الرجل الأبيض في أساطير المايا Maya (شعب جواتيمالا والمكسيك)، وهو شقيق الإله الخالق هشاكيم Hacha cym، وهو مسئول عن خلق المهاجرين من الأوربيين بما في ذلك ممتلكاتهم ومنتجاتهم.